# Puente de la Torreña
Puente de la Torreña es una localidad del estado mexicano de Durango. Es parte del municipio de Gómez Palacio.

## Demografía
| Gráfica de evolución demográfica |
|                                  |

| Censo | Población |
| ----- | --------- |
| 1930  | 62        |
| 1940  | 52        |
| 1950  | 184       |
| 1960  | 353       |
| 1970  | 609       |
| 1980  | 917       |
| 1990  | 1 092     |
| 2000  | 1 076     |
| 2010  | 1 177     |
| 2020  | 1 185     |